# Васил-Левски (Пловдивская область)
Васил-Левски (болг. Васил Левски) — село в Болгарии. Находится в Пловдивской области, входит в общину Карлово. Население составляет 1566 человек.

## Политическая ситуация
В местном кметстве Васил-Левски, в состав которого входит Васил-Левски, должность кмета (старосты) исполняет Тодор Ботев Стоянов (коалиция в составе 4 партий: политический клуб «Экогласность», Земледельческий союз Александра Стамболийского (ЗСАС), Движение за социальный гуманизм (ДСХ), Болгарская социалистическая партия (БСП)) по результатам выборов.
Кмет (мэр) общины Карлово — Найден Христов Найденов (коалиция партий: Болгарская социалистическая партия (БСП), Земледельческий союз Александра Стамболийского (ЗСАС), Болгарская социал-демократия, Движение за социальный гуманизм (ДСХ), политический клуб «Экогласность», политический клуб «Фракия») по результатам выборов.